# Clytoctantes atrogularis
A Clytoctantes atrogularis a madarak osztályának verébalakúak (Passeriformes) rendjébe és a hangyászmadárfélék (Thamnophilidae) családjába tartozó faj.

## Rendszerezése
A fajt Scott M. Lanyon, Douglas F. Stotz és David E. Willard írta le 1990-ben.

## Előfordulása
Dél-Amerikában, Brazília területén honos. A természetes élőhelye a szubtrópusi vagy trópusi síkvidéki esőerdők.

## Megjelenése
Testhossza 17 centiméter, testtömege 31 gramm.

## Természetvédelmi helyzete
Az elterjedési területe kicsi és még ez is csökken, egyedszáma tízezer alatti és az is csökkent. A Természetvédelmi Világszövetség Vörös listáján sebezhető fajként szerepel.

## Külső hivatkozások
- Képek az interneten a fajról
- Xeno-canto.org - a faj hangja és elterjedési területe